# 羌仔寮石母宮
22°55′30″N 120°33′51″E / 22.924889°N 120.564298°E
羌仔寮石母宮（臺灣客家語四縣腔：giongˊ eˋ liauˇ sag muˊ giungˊ），是位於臺灣高雄市美濃區興隆里的石母祠兼鄭成功廟，其中石母以鄭成功母親田川氏之名祭拜。

## 歷史
該廟建宮之緣，是因羌仔寮有塊形似婦人的巨石，被稱「石頭母」、「母子石」。當地人凡小孩生病、或命途乖舛便會去祭拜。該巨石前方還有似豚、羊牲禮的兩塊巨石。後來信眾捐資興建宮廟落成。
美濃傳說鄭成功曾到此地見到形似婦人的巨石，因聯想起母親，遂在石上刻「懷慈母鄭母國太一品翁夫人」的字樣。
同樣供奉供奉鄭成功與其母親的台南鹿耳門鎮門宮管理人林忠民與信眾在田野調查鄭成功生平史蹟時，因緣循線找到石母宮，於是促成兩廟在2013年締結為姊妹廟。石母宮堂主陳玉祥表示，此會香也是本廟創建五十多年來首次迎神明出宮交陪。
美濃人鍾彩祥在2010年代應廣興社區發展協會之邀，每週兩晚會到此廟教導民眾客家八音。學員表示從2015年初開始，已無經費聘請老師教學，但鍾彩祥決定免費前往教學。

## 祭祀

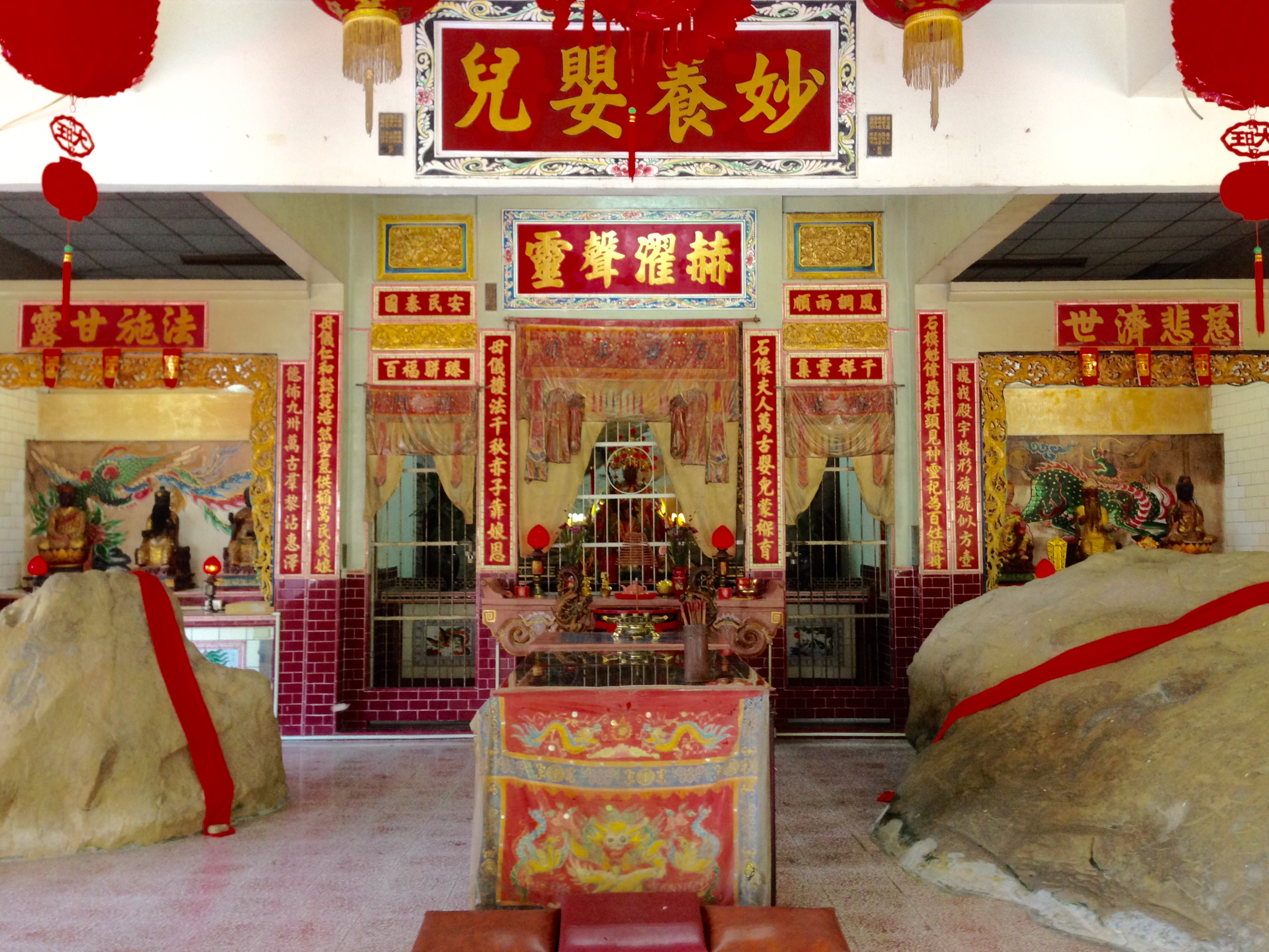
二樓殿內，國太一品夫人神像的後方有似婦人的巨石。

二樓供奉底書有「國太一品夫人」的田川氏神像，有「石德宏敷，育兒慈航普濟世；母恩廣佈，扶危救眾掃災殃。」與「聖石顯靈光，地資京寮施博愛，慈雲護赤子；母德推仁澤，法雨宏開拯危難，黎庶沾崇恩。」的對聯；一樓則有鄭成功像，其門楹對聯書曰：「成全道德千秋仰；功烈威靈萬古尊。」
每逢元宵節，美濃竹頭背（今廣興里、廣德里）地方的四大廟：石母宮、三山國王廟、慈聖宮、及善化堂會各出一頂神轎繞境，民眾便在家門口擺桌迎神。